# 祷告良辰歌
《祷告良辰歌》是一首基督教赞美诗。该诗的词为William W. Walford作于1842年，曲为William B. Bradbury作于1861年。